# Antonio del Castillo

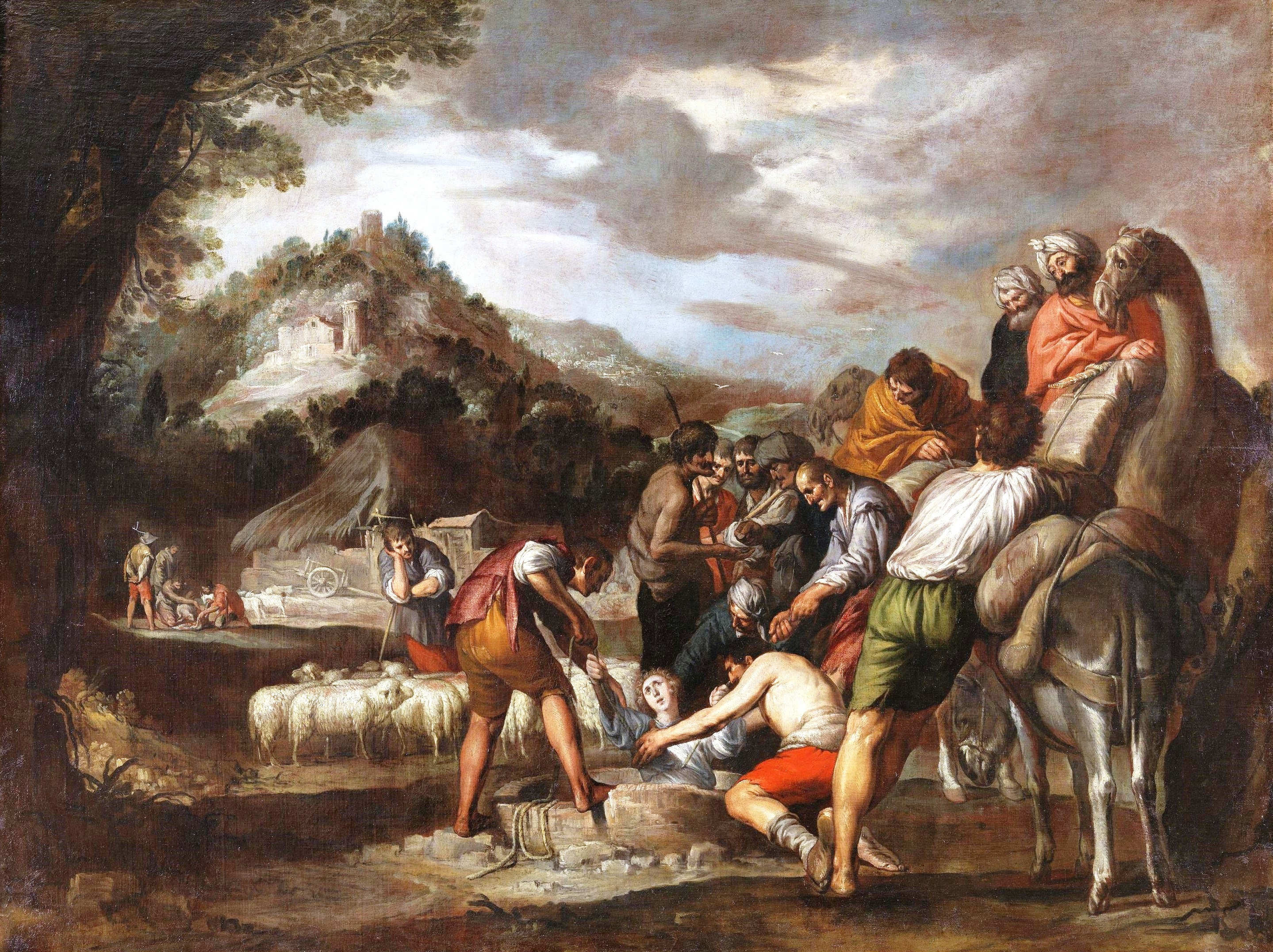
Józef sprzedany przez swoich braci

Antonio del Castillo y Saavedra (ur. 10 lipca 1616 w Kordobie, zm. 2 lutego 1668 tamże) – hiszpański malarz okresu baroku. 
Był uczniem swojego ojca malarza, następnie uczył się w Sewilli u Francisca de Zurbarana i swojego wuja Juana del Castilla.
W 1635 roku powrócił do Kordoby, gdzie malował freski i obrazy olejne (m.in. w kościele Santa Marina). Był trzykrotnie żonaty. 
Malował obrazy religijne i pejzaże. 
Jego uczniem był Juan de Valdés Leal. 

## Wybrane dzieła
- Chrzest św. Franciszka -  1663, 195 x 242 cm, Museo de Bellas Artes, Kordoba
- Historia Józefa -  (6 obrazów), ok. 1655, 109 x 145 cm, Prado, Madryt 
  - Józef i jego bracia
  - Józef nakazuje uwięzienie Benjamina
  - Józef sprzedany przez swoich braci
  - Józef wyjaśnia sny faraona
  - Triumf Józefa w Egipcie
- Krajobraz górski -  50 x 62 cm, Ermitaż, Sankt Petersburg
- Krajobraz z chatami -  ok. 1650, 61 x 81 cm, Ermitaż, Sankt Petersburg
- Św. Hieronim pokutujący -  1635, Prado, Madryt
- Ukrzyżowanie -  ok. 1660, 275 x 275 cm, Museo de Bellas Artes, Kordoba